# Biały Gród (Moskwa)

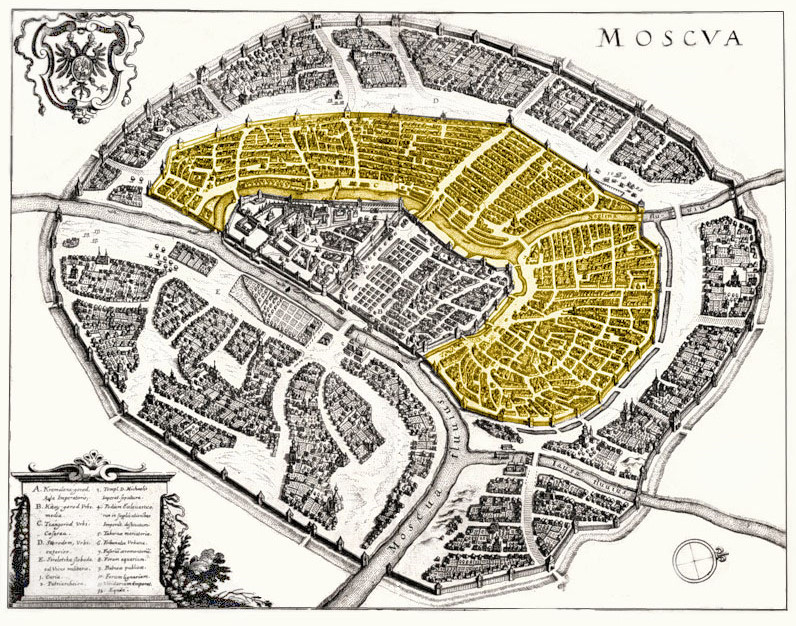
Biały Gród (oznaczony kolorem), plan Moskwy Matthäusa Meriana (1638)

Biały Gród (także: Białygród, Biełygorod, ros.: Бе́лый го́род, Biełyj Gorod) znajdował się niegdyś w centrum rosyjskiej stolicy, Moskwy. Nazwa pochodziła od koloru murów, którymi otoczony był ten fragment miasta. Zostały one wybudowane w latach 1585–1593 na rozkaz carów Fiodora I i Borysa Godunowa. Architektem prowadzącym prace był Fiodor Kon. Biały Gród posiadał 28 wież i 11 bram, których część nazw zachowała się do naszych czasów jako nazwy ulic. Mur był długości około 10 kilometrów i sięgał do 4,5 metra. Był podobnie skonstruowany jak mury okalające Kreml, które umożliwiały prowadzenie ognia ciągłego. Fortyfikacje zostały zniszczone w czasie rządów Katarzyny Wielkiej i jej wnuka Aleksandra I. W ich miejsce zbudowano szereg bulwarów, zwanych Pierścieniem Bulwarowym (ros. Бульварное кольцо).
Po zwycięskiej bitwie pod Kłuszynem (1610) i zajęciu Moskwy (1610) hetman Stanisław Żółkiewski rozkazał obsadzić dzielnicę pułkami dowodzonymi przez Marcina Kazanowskiego i Ludwika Wejhera.

## Bibliografia

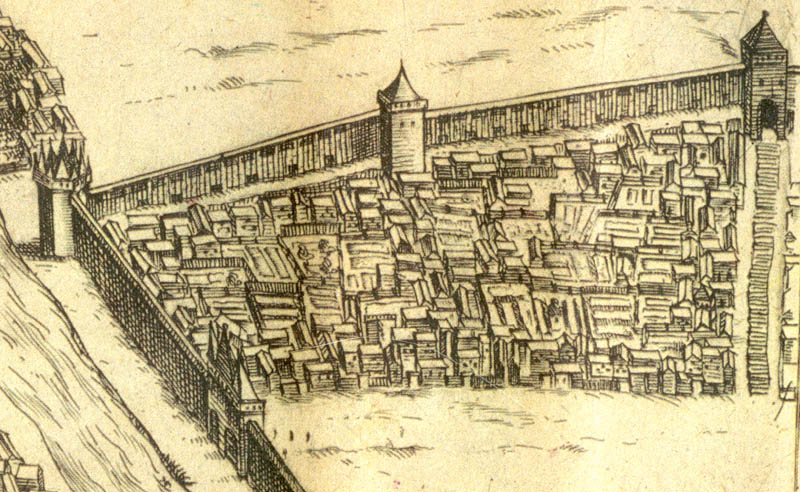
Widok części Białego Grodu
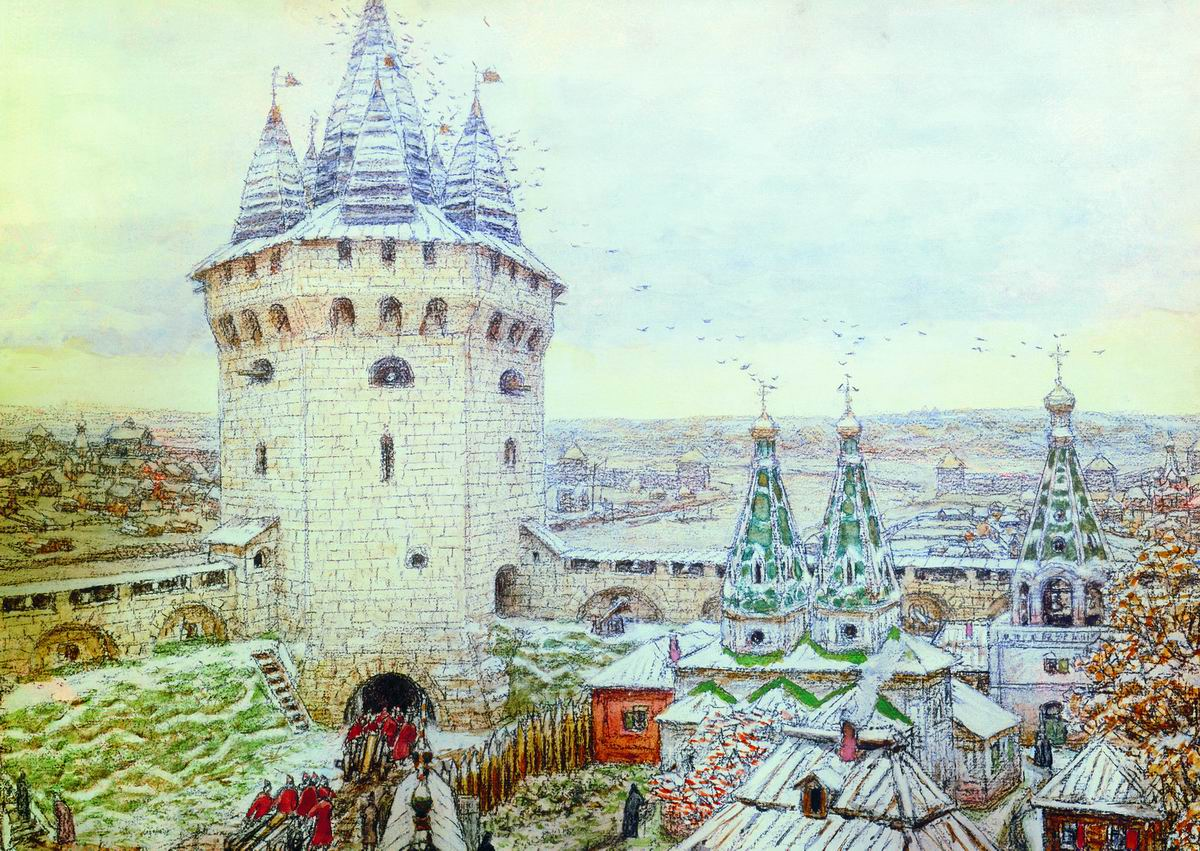
Jedna z wież
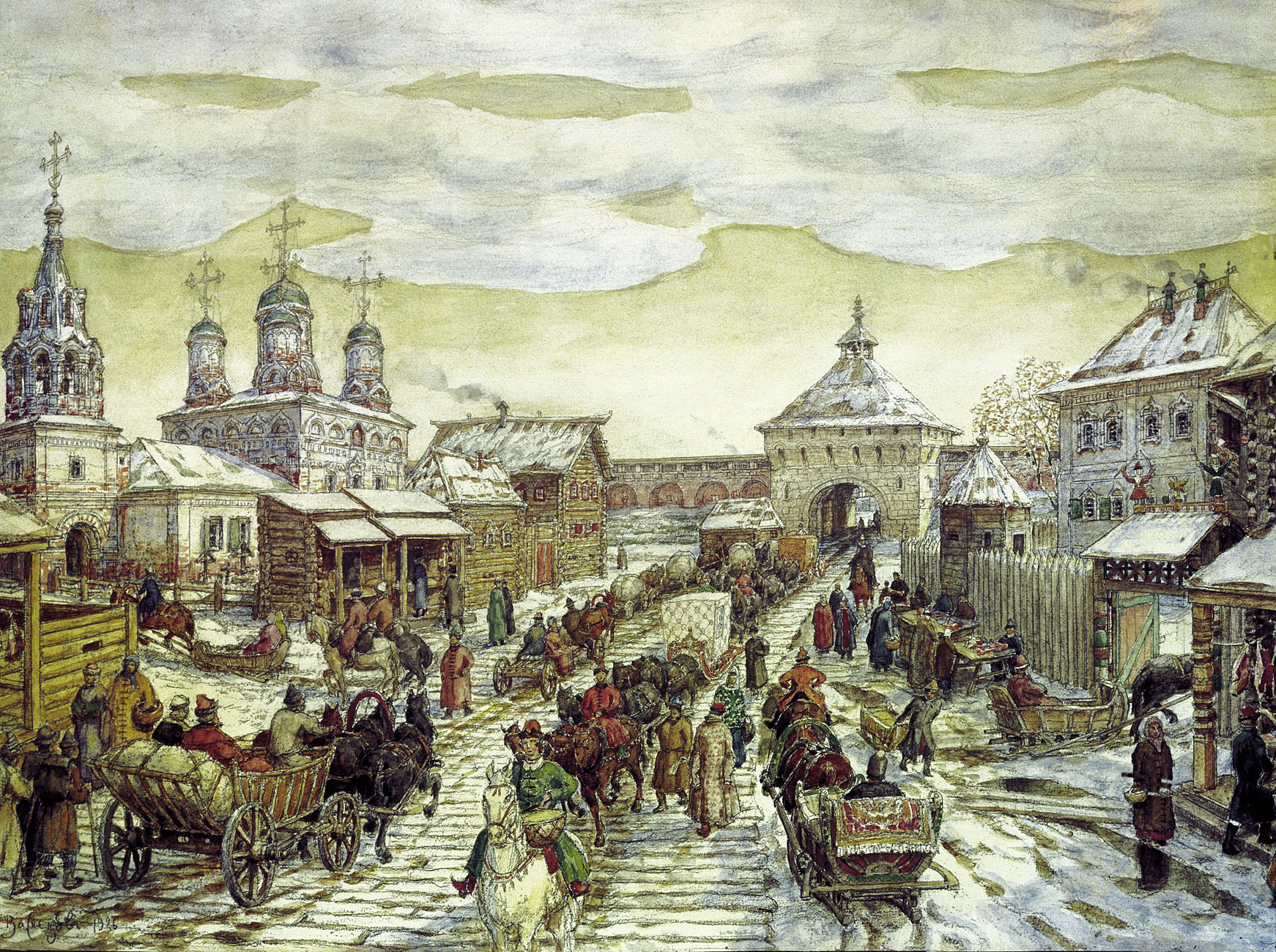
Widok ulic Białego Grodu